# غورنوي لوو
غورنوي لوو (بالروسية: Горное Лоо) هي مدينة في مقاطعة كراسنودار كراي في روسيا. يبلغ عدد سكانها حوالي 3098 نسمة.